# Alegia
Alegia é um município da Espanha na província de Guipúscoa, comunidade autónoma do País Basco, de área 7,56 km² com população de 1659 habitantes (2004) e densidade populacional de 219,44 hab/km².

## Demografia
| Variação demográfica do município entre 1991 e 2004 | Variação demográfica do município entre 1991 e 2004 | Variação demográfica do município entre 1991 e 2004 | Variação demográfica do município entre 1991 e 2004 |
| --------------------------------------------------- | --------------------------------------------------- | --------------------------------------------------- | --------------------------------------------------- |
| 1991                                                | 1996                                                | 2001                                                | 2004                                                |
| 1680                                                | 1662                                                | 1583                                                | 1659                                                |